# Spott (East Lothian)
Pour les articles homonymes, voir Spott.
Spott est un village situé dans l’East Lothian, en Écosse.